# Orsonwelles macbeth
Orsonwelles macbeth là một loài nhện trong họ Linyphiidae.
Loài này thuộc chi Orsonwelles. Orsonwelles macbeth được Gustavo Hormiga miêu tả năm 2002.